# Romoaldo Guidi
Romoaldo Guidi (Cesena, 5 de fevereiro de 1722 - Roma, 23 de abril de 1780) foi um cardeal do século XVIII e XIX

## Nascimento
Nasceu em Cesena em 5 de fevereiro de 1722. O mais velho dos seis filhos de Costantino Guidi, marquês de Montevecchio e conde de Sambucheto, e Caterina di Pasio Belmonti, nobre de Rimini. Os outros irmãos eram Rinaldo, Giacomo, Anna Dorotea e mais duas filhas.

## Educação
... fatto i suoi studi convenientei alla nascita ... (1) e depois entrou ao serviço da Santa Sé.

## Juventude
Entrou na prelazia romana e foi nomeado prelado do Reverendo Fabric da Basílica de São Pedro e do SC do Concílio. Relator do CS do Bom Governo, maio de 1751. Relator do CS da Imunidade Religiosa, dezembro de 1753. Tenente do Tribunal do Vicariato de Roma, dezembro de 1753; e simultaneamente, eleitor do Tribunal da Assinatura Apostólica da Graça, janeiro de 1756. Secretário da SC do Bom Governo, 26 de setembro de 1766 a 23 de abril de 1780. Preceptor geral do Hospital de S. Spirito in Sassia, Roma , novembro 1770; reformou a administração, fez diversas aquisições e melhorou a disciplina dos médicos, cirurgiões e auxiliares em benefício dos pacientes; e também ampliou o museu anatômico.

## Cardinalato
Criado cardeal diácono no consistório de 1º de junho de 1778; recebeu o chapéu vermelho em 4 de junho de 1778; e a diaconia de S. Giorgio em Velabro, 20 de julho de 1778. Atribuído à SS. CC. do Concílio, Imunidade Eclesiástica, Bom Governo e Bispos e Regulares. Abade comendador de Ss. Giuliano e Gaudenzio, Rimini, julho de 1778. Protetor da Universidade de' Cappellari de Ravenna e de S. Leo; da Colegiada de Santa Lúcia em Savignano; e da Confraria de S. Maria Vergine Addolorata , erigida na igreja paroquial da terra di S. Marco .

## Ordens sagradas
Recebeu o subdiaconado em 22 de março de 1779.

## Morte
Morreu em Roma em 23 de abril de 1780, após uma breve doença,. Exposto na igreja de S. Marcello, Roma, onde ocorreu o funeral; a missa foi cantada pelo cardeal Antonio Eugenio Visconti, camerlengo do Sagrado Colégio Cardinalício, que também concedeu a absolvição; seu corpo foi transferido e enterrado em particular em sua diaconia, S. Giorgio in Velabro. Em seu túmulo foi colocada uma laje de mármore com seus braços e uma inscrição (2) . Sua família celebrou um solene tríduo fúnebre em sufrágio de sua alma na igreja de S. Michele Arcangelo, chamada la Casa di Dio . Em 10 de junho de 1780, o advogado Tommaso Lacchini, nobre de Cesena e professor público da universidade local, proferiu o discurso fúnebre, publicado pelo impressor Gregorio Biasini.